# Savigny-sur-Braye
Savigny-sur-Braye är en kommun i departementet Loir-et-Cher i regionen Centre-Val de Loire i de centrala delarna av Frankrike. Kommunen ligger i kantonen Savigny-sur-Braye som tillhör arrondissementet Vendôme. År 2022 hade Savigny-sur-Braye 1 960 invånare.

## Befolkningsutveckling
Antalet invånare i kommunen Savigny-sur-Braye
| Referens: INSEE |